# 聖チェチリアの法悦 (ラファエロ)
『聖チェチリアの法悦』（せいチェチリアのほうえつ、伊: Estasi di santa Cecilia、英: The Ecstasy of St. Cecilia）は、イタリア・盛期ルネサンスの巨匠ラファエロ・サンティが1516-1517年に油彩で制作した祭壇画である。本来は板上に描かれていたが、キャンバスに移し替えられている。『フォリーニョの聖母』 (ヴァチカン美術館) 、『システィーナの聖母』 (アルテ・マイスター絵画館、ドレスデン) に続いて、ヴァチカン宮殿の「ラファエロの間」のフレスコ画と並行して制作された第3場目の大祭壇画である。
聖チェチリア (聖セシリア) は音楽家と教会音楽の守護聖人で、初期キリスト教時代の聖女である。その遺体は、ローマのトラステヴェレ地区にある教会の祭壇下に埋められている。本作は、彼女が聖パウロ、福音記者ヨハネ、聖アウグスティヌス、マグダラのマリアといっしょに天使の合唱を聞いているところが表されている。この祭壇画はボローニャの教会のために委嘱され、現在、ボローニャ国立絵画館に展示されている。なお、『画家・彫刻家・建築家列伝』を著したマニエリスム期の画家・伝記作家ジョルジョ・ヴァザーリによれば、聖チェチリアの足元に散らばっている楽器は、ラファエロの手になるものではなく、彼の弟子ジョヴァンニ・ダ・ウーディネの手になるものである。

## 過去の記述
イギリスのロマン主義の詩人パーシー・ビッシュ・シェリーは、この絵画を以下のように記述した。
中央の人物、聖チェチリアは、彼女のイメージが画家の心に呼び起こしたような霊感の中で恍惚としているようにみえる。彼女の深く、暗色の雄弁な目は上を向き、栗色の髪は額から後方へ結われている。手にはオルガンを持っている。彼女の顔は言わば、その情熱と恍惚感の深さで穏やかなものとなり、生命の温かく、輝かしい光に完全に貫かれている。彼女は天国の音楽を聴いており、私が想像するに、ちょうど歌い終えたところである。というのは、彼女を囲む4人の人物たちは、明らかに態度で彼女を指し示しているからである。特に聖ヨハネは、優しいが情熱的な仕草で、深い感情のために物憂い顔を彼女のほうに向けている。彼女の足元には、壊れて、弦が外れた様々な楽器がある。

## 歴史
この祭壇画は、ボローニャの聖アウグスチノ修道会系のサン・ジョヴァンニ・イン・モンテ教会にある聖チェチリアに捧げられた礼拝堂のために委嘱された。ヴァザーリによれば、1513年にロレンツォ・プッチ枢機卿により委嘱されたものである。この時期のラファエロの非常な人気を考慮すれば、そのような教会の権威筋のみが彼を雇う望みを持つことができたのであろう。 
しかし、礼拝堂の保護者は、後にその敬虔さで列福されることになるボローニャの貴族階級の女性エレーナ・ドゥッリオーリ・ダッローリオであった。彼女は、ロレンツォ・プッチの甥であった司教アントニオ・プッチの親しい友人であった。今日、大部分の美術史家たちは、彼らがドゥッリオーリのためにラファエロとの間の代理人兼アドバイザーとして役立ったに違いないと、そして、絵画はおそらく礼拝堂の工事が終了した1516年ごろ、彼女のために委嘱されたのだろうと合意している。細かい部分は、ラファエロとロレンツォ・プッチ、アントニオ・プッチの間で取り決められたものである。
ドゥッリオーリは聖チェチリアに対する特別な信仰を持っていたが、以前にボローニャへの教皇特使フランチェスコ・アリドーシ枢機卿から聖チェチリアの聖遺物 (指関節の骨) を与えられていたのである。彼女は聖チェチリアを真似て、貞淑な人生を送ろうとし、夫に夫婦生活をしないよう説得した。
絵画は1798年にパリへと略奪され、パリで板からキャンバスに移転された。1815年、絵画はボローニャに返還され、洗浄後、ボローニャ国立絵画館に展示された。絵画の状態はよくないが、それは、長年にわたる補筆のため損傷を受けているからである。

## 図像
絵画は『フォリーニョの聖母』と同じく戸外の景色の中に設定され、背景にはボローニャの町の周囲を思わせるなだらかな丘がある。
聖チェチリアの周囲の聖人たちは、そのアトリビュート (持物) で特定化される。彼女の右隣にいる福音書記者聖ヨハネは、彼の通常の象徴である鷲  (ヨハネの衣服から頭部をのぞかせている) とともに描かれている。彼の横には剣によりかかっている聖パウロがいるが、剣は中世の美術で聖パウロを特定化するようになったものである。聖アウグスティヌスは自身の司教杖を持っている。マグダラのマリアは雪花石膏 (アラバスター) の壺を持っているが、それは彼女を最も普通に特定化するものである。
この祭壇画の図像は、礼拝される人物、または人物群を描くというより礼拝そのものを描いている点で異例である。それぞれの聖人は、ドゥッリオーリ自身と同じく幻視と関連づけられており、聖人たちの頭上に開いている天の合唱隊は、ドゥッリオーリ自身の、音楽が重要な要素であった信仰に関連づけられる。聖チェチリアは中世から音楽と関連づけられているが、天上の音楽は彼女が法悦の幻の中で耳にしているものである。一方、彼女が手にしているハンド・オルガンは今にも滑り落ちそうである。このことは、聖チェチリアの伝記に語られているように、彼女が自身の結婚式の時に世俗の曲が演奏されるのを拒んで、心の中で直に神に向けて歌ったという貞潔さを表したものであろう。
画面中央にあるヴィオラ・ダ・ガンバなどの壊れた楽器は、否定されるべき地上の音楽を表している。また、それらの楽器は、聖チェチリアの聖なるものへの信仰による世俗的快楽の破棄を示唆しているようにみえる。この絵画で、彼女は、神と融合する道としての宗教音楽を擬人化しているのである。
絵画はさらに貞節のテーマを寿いでいる。聖チェチリアの簡素な帯は、伝統的なルネサンスの貞節の象徴である。福音書記者聖ヨハネは童貞の守護聖人であり、聖パウロは『新約聖書』中の「コリントの信徒への手紙一」で独身を賛辞した。かくして、絵画の図像は、様々な面でドゥッリオーリの人生と密接に結びついているのである。
マルカントニオ・ライモンディは、この絵画のエングレービング (版画) を作成しているが、絵画とは非常に異なっており、エングレービングは絵画のための失われたスケッチを反映していると提案している研究者もいる。そのエングレービングでは、天使たちは楽器 (ハープ、トライアングル、ヴァイオリン)  とともに描かれ、人物たちは非常に異なったポーズをしている。聖アウグスティヌスはミトラを被り、聖パウロは下を向いている。聖ヨハネは画面外側の鑑賞者のほうを見ている。マグダラのマリアは、聖チェチリアのように天使たちの集団を見ている。しかしながら、ライモンディのエングレービングは、しばしばラファエロの作品を変更していることで知られているので、本作のエングレービングは、ラファエロの最初の意図を表したスケッチの複製というより、仕上げられた絵画を自由に改変したものである可能性もある。